# Pollution
Pollution è il secondo album del cantautore italiano Franco Battiato, pubblicato nel gennaio 1973 dalla Bla Bla.

## Descrizione
(Pollution - Franco Battiato)
Concept album sul tema dell'inquinamento, Pollution è dedicato anch'esso, come Fetus, al romanzo Il mondo nuovo di Aldous Huxley. Segnò un momentaneo distacco dalla "elettronica totale" del disco precedente, per concentrarsi maggiormente su sonorità rock. Tutte le musiche e tutti i testi sono di Franco Battiato.
Nel 1992 il disco è stato ristampato in formato CD dall'etichetta Artis Records mantenendo la grafica originale del vinile. Una successiva ristampa del 1998 sempre in CD, a opera della BMG, ha invece mantenuto solo la copertina esterna ma non l'interno. Da quest'edizione in poi i brani Il silenzio del rumore e 31 dicembre 1999 - ore 9 sono stati divisi erroneamente, riducendo il secondo all'effetto sonoro dell'esplosione che nell'edizione del 1992 era posto a conclusione del brano.
Nel 2009 l'album è stato ristampato in formato vinile 180 grammi da Sony Music. Nel 2017 l'album è stato nuovamente ristampato negli Stati Uniti dalla label Superior Viaduct e in Italia sia dalla Sony Music/RCA  sia dalla De Agostini. Tutte le edizioni presentano la copertina apribile, come l'originale, tuttavia almeno in quello della De Agostini la canzone Beta è inclusa nel lato B del disco e non nel lato A. Il disco riceve inoltre un'ulteriore ristampa in edizione limitata nel 2021, dalla Sony Music, in vinile colorato.

## Accoglienza
| Recensione              | Giudizio |
| ----------------------- | -------- |
| AllMusic                |          |
| Dizionario del pop-rock |          |
| Cesare Rizzi            |          |
|                         |          |

L'album ricevette giudizi molto positivi. È uno degli LP di Franco Battiato presenti nella guida I 100 migliori dischi del Progressive italiano, pubblicata nel 2014 da Tsunami Edizioni a cura di Mox Cristadoro. Il musicista Frank Zappa elogiò l'album, reputandolo geniale. 
L'album ha raggiunto il decimo posto in classifica nei primi mesi del 1973.

## Tracce
Testi di Franco Battiato e Sergio Albergoni; musiche di Franco Battiato.
Lato A
1. Il silenzio del rumore – 1:24
2. 31 dicembre 1999 - ore 9 – 1:44
3. Areknames – 5:07
4. Beta – 7:27

Durata totale: 15:42
Lato B
1. Plancton – 5:03
2. Pollution – 8:49
3. Ti sei mai chiesto quale funzione hai? – 3:34

Durata totale: 17:26

## Formazione
- Franco Battiato - voce, synth
- Mario "Ellepi" Dalla Stella - chitarra, voce
- Gianni Mocchetti - basso, voce
- Gianfranco D'Adda - batteria, percussioni
- Roberto Cacciapaglia - synth, pianoforte